# Andrea Beltrami
Andrea o André Beltrami (Omegna, Novara, 29 de noviembre de 1870 - Turín, 30 de diciembre de 1897) fue un sacerdote salesiano italiano. Se destacó por su piedad, su amor a Cristo y la Eucaristía.

## Biografía
Andrea empezó a estudiar en octubre de 1883 en el colegio salesiano de Lanzo (Italia). Fue allí donde maduró su vocación. En 1886 recibió en Foglizzo el hábito clerical de manos de San Juan Bosco. En 1888 y 1889, en Turín-Valsalice realizó los dos cursos trienales, que concluyó con sus respectivos títulos académicos, como alumno libre. En estos años conoce a 
Augusto Czartoryski, que acababa de ingresar en la congregación salesiana y que caerá enfermo de tuberculosis poco tiempo después. Será Andrea quien cuidará de él hasta su muerte. Poco tiempo después Andrea, contrajo la misma enfermedad que lo llevaría a la muerte. 
En 1893 es ordenado sacerdote por monseñor Juan Cagliero. Murió en Turín, el 30 de diciembre de 1897. Su cuerpo reposa en la iglesia de Omegna.
Es suya la traducción italiana de la edición crítica de los primeros volúmenes de la obra de San Francisco de Sales.
Fue declarado venerable en el 5 de diciembre de 1966 por el papa Pablo VI.